# Deerhound

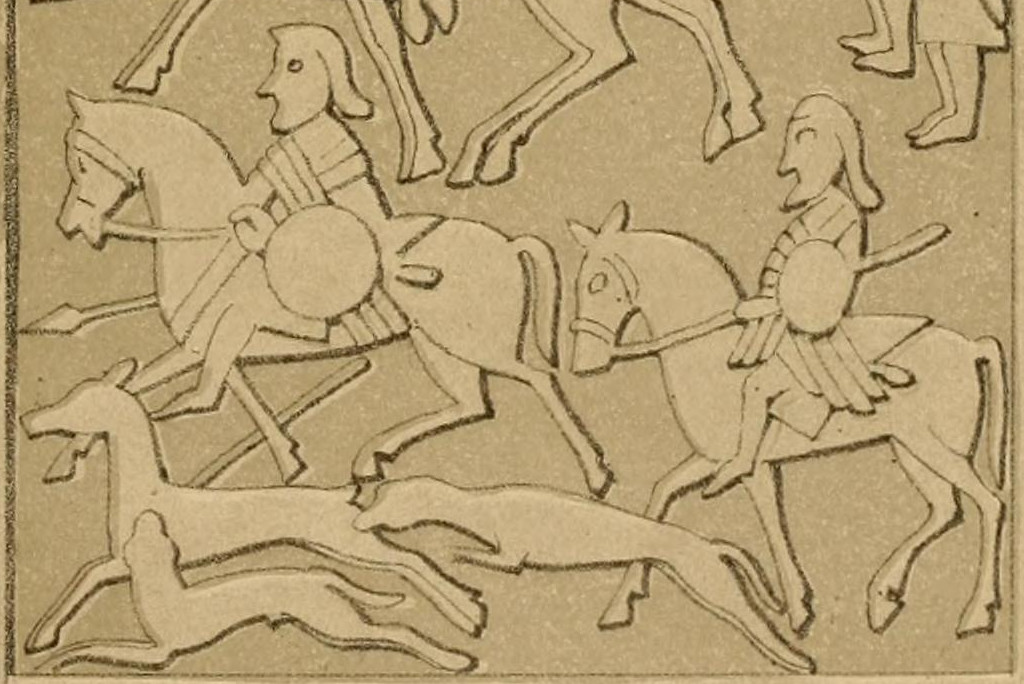
Caccia al cervo a cavallo con i cani - ill. dalla Hilton of Cadboll Stone (VIII secolo).

Il Deerhound chiamato anche Levriero scozzese è una razza canina di origine inglese riconosciuta dalla FCI (Standard N. 164, Gruppo 10, Sezione 2). È un cane rustico e solido, abilissimo nella caccia agli ungulati di grosse dimensioni, estremamente docile e dal comportamento quasi timido nei confronti dell'uomo.
La razza venne utilizzata dal capitano George Augustus Graham nella sua "ricostruzione" dell'antico Levriero irlandese, al volgere del XIX secolo. Si tratta comunque di un cane poco diffuso.

## Storia
Le prime testimonianze storiche relative al levriero scozzese datano al I secolo: una terracotta romana rinvenuta presso Argyll, oggi esposta al Museum of Scotland di Edimburgo, raffigurante una caccia al cervo con cani del tipo levriero di grande taglia e pelo ispido. Si ritiene comunque certo che le popolazioni scozzesi (Pitti e Scoti) praticassero la caccia al cervo ed al daino servendosi di grossi cani, come ben evidenziato dalla Hilton of Cadboll Stone datata però al VIII secolo.
Cane deputato alla caccia per antonomasia, nel corso del medioevo il levriero scozzese era proprietà precipua ed esclusiva della nobiltà. All'aprirsi dell'Evo Moderno, con la codifica dell'Ancien Régime, il possesso di questi cani venne autorizzato solo per le persone di rango sociale da Earl in su.
La diffusione della razza subì una drastica contrazione in madrepatria nella seconda metà del XVIII secolo, quando, dopo la Battaglia di Culloden (1745), il sistema dei clan e della vecchia nobiltà scozzese collassò. L'intervento di Duncan McNeill, I barone di Colonsay, nel 1825, promosse il revival del levriero scozzese, garantendo la piena sopravvivenza della razza.

Parallelamente, il Deerhound veniva introdotto in Australia, per la caccia al canguro ed al cinghiale, ed in America Settentrionale, ove venne efficacemente impiegato per la caccia al lupo.